# Marco Bonitta
Marco Bonitta (ur. 5 września 1963 w Rawennie) – włoski trener siatkarski.
W marcu 2001 objął stanowisko trenera kobiecej reprezentacji Włoch. W tym samym roku prowadzona przez niego kadra zdobyła srebrny medal na mistrzostwach Europy w Bułgarii. Rok później zwyciężyła na rozgrywanych w Niemczech mistrzostwach świata. Na igrzyskach olimpijskich w Atenach została wyeliminowana w ćwierćfinale przez Kubę. We wrześniu 2006 po konflikcie z czołowymi siatkarkami Bonitta opuścił reprezentację Włoch.
28 lutego 2007 został trenerem żeńskiej reprezentacji Polski. W tym samym roku prowadzona przez niego kadra awansowała do finału cyklu Grand Prix. Po igrzyskach olimpijskich w Pekinie w 2008 zakończył pracę z polską reprezentacją.
Jego motto brzmi: „Trening to nie miejsce dla demokracji, gdy zaczyna się praca, kończą się dyskusje”.
W marcu 2014 r. ponownie został trenerem reprezentacji Włoch. Zajął z nią 4. miejsce na mistrzostwach świata rozgrywanych we Włoszech.  
Z kolei w maju 2021 r. objął posadę trenera jednego z najbardziej utytułowanych klubów w Polsce - Indykpol AZS Olsztyn, zastępując na tym stanowisku Daniela Castellaniego. Z tej funkcji zrezygnował 10 grudnia 2021. 

## Przebieg kariery
| 1990–1996                            | Messaggero Rawenna           | mężczyźni |
| 1996–1997                            | Big Power Rawenna            | kobiety   |
| 1997–2000                            | Foppapedretti Bergamo        | kobiety   |
| 2000–2001                            | Mirabilandia Rawenna         | kobiety   |
| 2001–2006                            | Włochy                       | kobiety   |
| 2006–2007 (od 04.12.2006)            | Edilesse Cavriago            | mężczyźni |
| 2007–2008                            | Polska                       | kobiety   |
| 2008 (od 20.11.2008) (do 18.12.2008) | Stamplast Martina Franca     | mężczyźni |
| 2009–2010 (od 18.12.2009)            | Edilesse Cavriago            | mężczyźni |
| 2010–2011                            | Edilesse Conad Reggio Emilia | mężczyźni |
| 2011–2012                            | Club Italia                  | mężczyźni |
| 2012–2013                            | Reprezentacja Włoch juniorów | mężczyźni |
| 2012–2013                            | Porto Donati Rawenna         | mężczyźni |
| 2013–2014                            | CMC Rawenna                  | mężczyźni |
| 2014–2017                            | Włochy                       | kobiety   |
| 2019–2021                            | Consar Rawenna               | mężczyźni |
| 2021 (do 10.12.2021)                 | Indykpol AZS Olsztyn         | mężczyźni |
| 2022–                                | Słowenia                     | kobiety   |

## Sukcesy trenerskie

### klubowe
Foppapedretti Bergamo:
- Superpuchar Włoch:
  -  1997, 1998, 1999
- Puchar Włoch:
  -  1998
- Puchar Europy Mistrzyń Krajowych:
  -  1999, 2000
  -  1998
- Mistrzostwo Włoch:
  -  1998, 1999

### reprezentacyjne
Reprezentacja Włoch kobiet:
- Mistrzostwa Europy:
  -  2001, 2005
- Mistrzostwa Świata:
  -  2002
- Volley Masters Montreux:
  -  2004
  -  2005
- Grand Prix:
  -  2004, 2005
  -  2006

Reprezentacja Włoch juniorów:
- Mistrzostwa Europy Juniorów:
  -  2012
- Mistrzostwa Świata Juniorów:
  -  2013